# Eliane Martins
Eliane Martins (Joinville, 26 maggio 1986) è una lunghista brasiliana.

## Biografia
Specializzata nel salto in lungo, pratica l'atletica leggera a livello internazionale dal 2005, anno in cui si è classificata prima ai campionati sudafricani juniores di atletica leggera. Sempre a livello internazionale ha conquistato una medaglia d'oro, due d'argento e due di bronzo ai campionati ibero-americani di atletica leggera tra il 2008 e il 2018. Ha al suo attivo anche due medaglie d'oro e una d'argento ai campionati sudamericani e un bronzo ai campionati sudamericani indoor.
In carriera è salita sette volte sul gradino più alto del podio ai campionati brasiliani assoluti di atletica leggera, la prima volta nel 2012 e successivamente dal 2016 al 2021.
La sua prima esperienza olimpica risale ai Giochi olimpici di Rio de Janeiro 2016, dove si è classificata undicesima nei gruppi di qualificazione, risultato non sufficiente per accedere alla finale. Nel 2021 prende parte ai Giochi olimpici di Tokyo.

## Progressione

### Salto in lungo
| Stagione | Misura | Luogo                 | Data       | Rank. Mond. |
| -------- | ------ | --------------------- | ---------- | ----------- |
| 2021     | 6,71 m | San Paolo             | 12-6-2021  |             |
| 2020     | 6,49 m | Bragança Paulista     | 18-11-2020 |             |
| 2019     | 6,74 m | San Diego             | 5-4-2019   |             |
| 2018     | 6,69 m | Medellín              | 28-4-2018  |             |
| 2017     | 6,69 m | São Bernardo do Campo | 10-6-2017  |             |
| 2016     | 6,72 m | São Bernardo do Campo | 29-6-2016  |             |
| 2015     | 6,68 m | Santiago del Cile     | 11-4-2015  |             |
| 2014     | 6,47 m | Campinas              | 17-5-2014  |             |
| 2013     | 6,53 m | Santiago del Cile     | 3-4-2013   |             |
| 2012     | 6,61 m | Santiago del Cile     | 14-4-2012  |             |
| 2011     | 6,58 m | San Paolo             | 7-8-2011   |             |
| 2010     | 6,36 m | Bragança Paulista     | 29-1-2010  |             |
| 2009     | 6,61 m | Piracicaba            | 25-4-2009  |             |
| 2008     | 6,47 m | La Paz                | 29-5-2008  |             |
| 2007     | 6,66 m | La Paz                | 1-6-2007   |             |
| 2006     | 6,10 m | Formia                | 25-6-2006  |             |
| 2005     | 6,41 m | Rosario               | 1-10-2005  |             |

### Salto in lungo indoor
| Stagione  | Misura | Luogo              | Data      | Rank. Mond. |
| --------- | ------ | ------------------ | --------- | ----------- |
| 2019/2020 | 6,44 m | Cochabamba         | 1-2-2020  |             |
| 2017/2018 | 6,44 m | Sabadell           | 13-2-2018 |             |
| 2013/2014 | 6,33 m | São Caetano do Sul | 16-2-2014 |             |
| 2012/2013 | 6,49 m | Mosca              | 3-2-2013  |             |
| 2009/2010 | 6,19 m | Linz               | 4-2-2010  |             |
| 2008/2009 | 6,20 m | Valladolid         | 7-2-2009  |             |
| 2007/2008 | 6,21 m | Valladolid         | 16-2-2008 |             |

## Palmarès
| Anno | Manifestazione           | Sede           | Evento         | Risultato | Prestazione | Note                                     |
| ---- | ------------------------ | -------------- | -------------- | --------- | ----------- | ---------------------------------------- |
| 2005 | Sudamericani juniores    | Rosario        | Salto in lungo | Oro       | 6,41 m      | Miglior prestazione personale            |
| 2007 | Mondiali                 | Osaka          | Salto in lungo | 13ª (q)   | 6,28 m      |                                          |
| 2008 | Ibero-americani          | Iquique        | Salto in lungo | Argento   | 6,20 m      |                                          |
| 2010 | Mondiali indoor          | Doha           | Salto in lungo | nm (q)    | nm (q)      |                                          |
| 2010 | Ibero-americani          | San Fernando   | Salto in lungo | Bronzo    | 6,17 m      |                                          |
| 2012 | Ibero-americani          | Barquisimeto   | Salto in lungo | Oro       | 6,55 m      |                                          |
| 2013 | Universiadi              | Kazan'         | Salto in lungo | 9ª (q)    | 5,97 m      |                                          |
| 2014 | Ibero-americani          | San Paolo      | Salto in lungo | Bronzo    | 6,31 m      |                                          |
| 2015 | Mondiali                 | Pechino        | Salto in lungo | nm (q)    | nm (q)      |                                          |
| 2016 | Mondiali indoor          | Portland       | Salto in lungo | nm (q)    | nm (q)      |                                          |
| 2016 | Giochi olimpici          | Rio de Janeiro | Salto in lungo | 11ª (q)   | 6,33 m      |                                          |
| 2017 | Sudamericani             | Asunción       | Salto in lungo | Oro       | 6,51 m      |                                          |
| 2017 | Mondiali                 | Londra         | Salto in lungo | 11ª       | 6,52 m      |                                          |
| 2018 | Giochi sudamericani      | Cochabamba     | Salto in lungo | Argento   | 6,66 m      | Miglior prestazione personale stagionale |
| 2018 | Ibero-americani          | Lima           | Salto in lungo | Argento   | 6,66 m      |                                          |
| 2019 | Sudamericani             | Lima           | Salto in lungo | Oro       | 6,71 m      |                                          |
| 2019 | Giochi panamericani      | Lima           | Salto in lungo | 10ª       | 6,19 m      |                                          |
| 2019 | Mondiali                 | Doha           | Salto in lungo | 9ª (q)    | 6,50 m      |                                          |
| 2019 | Giochi mondiali militari | Wuhan          | Salto in lungo | Bronzo    | 6,39 m      |                                          |
| 2020 | Sudamericani indoor      | Cochabamba     | Salto in lungo | Bronzo    | 6,44 m      | Miglior prestazione personale stagionale |
| 2021 | Sudamericani             | Guayaquil      | Salto in lungo | Argento   | 6,57 m      |                                          |
| 2021 | Giochi olimpici          | Tokyo          | Salto in lungo | 18ª (q)   | 6,43 m      |                                          |
| 2022 | Mondiali indoor          | Belgrado       | Salto in lungo | nm        | nm          |                                          |
| 2022 | Mondiali                 | Eugene         | Salto in lungo | 21ª (q)   | 6,33 m      |                                          |
| 2023 | Campionati sudamericani  | San Paolo      | Salto in lungo | Oro       | 6,62 m      |                                          |
| 2023 | Mondiali                 | Budapest       | Salto in lungo | 26ª (q)   | 6,38 m      |                                          |
| 2023 | Giochi panamericani      | Santiago       | Salto in lungo | Argento   | 6,49 m      |                                          |
| 2024 | Mondiali indoor          | Glasgow        | Salto in lungo | 14ª       | 6,29 m      |                                          |
| 2024 | Giochi olimpici          | Parigi         | Salto in lungo | 23ª (q)   | 6,32 m      |                                          |

## Campionati nazionali
- 7 volte campionessa brasiliana assoluta del salto in lungo (2012, 2016, 2017, 2018, 2019, 2020, 2021)

2005
- Argento ai campionati brasiliani juniores, salto in lungo - 5,89 m

2006
- 8ª ai campionati brasiliani assoluti, salto in lungo - 6,05 m

2007
- 5ª ai campionati brasiliani assoluti, salto in lungo - 6,03 m

2009
- 4ª ai campionati brasiliani assoluti, salto in lungo - 6,34 m

2012
- Oro ai campionati brasiliani assoluti, salto in lungo - 6,45 m

2013
- 5ª ai campionati brasiliani assoluti, salto in lungo - 6,07 m

2014
- 5ª ai campionati brasiliani assoluti, salto in lungo - 6,33 m

2015
- 4ª ai campionati brasiliani assoluti, salto in lungo - 6,41 m

2016
- Oro ai campionati brasiliani assoluti, salto in lungo - 6,72 m

2017
- Oro ai campionati brasiliani assoluti, salto in lungo - 6,69 m

2018
- Oro ai campionati brasiliani assoluti, salto in lungo - 6,68 m

2019
- Oro ai campionati brasiliani assoluti, salto in lungo - 6,40 m

2020
- Oro ai campionati brasiliani assoluti, salto in lungo - 6,42 m

2021
- Oro ai campionati brasiliani assoluti, salto in lungo - 6,67 m